# Torneo masculino de baloncesto 3×3 en los Juegos Olímpicos de Tokio 2020
El torneo masculino de baloncesto 3x3 en los Juegos Olímpicos de Tokio 2020 se realizaron en el Aomi Urban Sports Park, desde el 24 de julio hasta el 28 de julio.
Originalmente estaba planificado para ser aguantado en 2020, pero el 24 de marzo de 2020, la olimpiada estuvo aplazada a 2021 debido a la Pandemia de COVID-19.

## Formato
Los ocho equipos jugarán en un sistema de todos contra todos. Los equipos ubicados en el primer y segundo puesto clasificarán a los cuartos de final. Los equipos ubicados del tercer al sexto puesto disputarán un play-off para acceder a las semifinales. A partir de está ronda se utilizará un sistema de eliminación directa.

## Programación de la competición
| G | Fase de grupos | ¼ | Cuartos de final | ½ | Semifinales | B | Partido por medalla de bronce | F | Final por medalla de oro |

| Evento↓/Fecha → | Sab 24 | Dom 25 | Lun 26 | Mar 27 | Mar 27 | Mie 28 | Mie 28 | Mie 28 |
| --------------- | ------ | ------ | ------ | ------ | ------ | ------ | ------ | ------ |
| Masculino       | G      | G      | G      | G      | ¼      | ½      | B      | F      |

## Clasificación
| Competición                                                     | Fecha                   | Sede                  | Plazas | Equipos Clasificados         |
| --------------------------------------------------------------- | ----------------------- | --------------------- | ------ | ---------------------------- |
| Anfritión                                                       |                         |                       | 1      | Japón                        |
| Ranking Mundial FIBA 3x3                                        | 1 de noviembre de 2019  | Utsunomiya ( Japón)   | 3      | China Rusia Serbia           |
| Torneo Clasificatorio Olímpico FIBA 3x3 2021                    | 26 – 30 de mayo de 2021 | Graz · ( Austria)     | 3      | Polonia Países Bajos Letonia |
| Torneo de Clasificación Olímpica de Universalidad FIBA 3x3 2021 | 4 – 6 de junio de 2021  | Debrecen · ( Hungría) | 1      | Bélgica                      |
| TOTAL                                                           |                         |                       | 8      |                              |

## Listado de Jugadores (Rosters)
| Equipo       | Jugadores      | Jugadores         | Jugadores         | Jugadores           | Entrenador    |
| ------------ | -------------- | ----------------- | ----------------- | ------------------- | ------------- |
| Serbia       | Dušan Bulut    | Dejan Majstorović | Aleksandar Ratkov | Mihailo Vasić       | Danilo Lukic  |
| ROC          | Boris Logachev | Kirill Pisklov    | Anton Ponkrashov  | Stanislav Sharov    |               |
| Letonia      | Agnis Čavars   | Edgars Krūmiņš    | Kārlis Lasmanis   | Nauris Miezis       |               |
| Países Bajos | Ross Bekkering | Arvin Slagter     | Jessey Voorn      | Dimeo van der Horst |               |
| China        | Hu Jinqiu      | Gao Shiyan        | Li Haonan         | Yan Peng            |               |
| Japón        | Ira Brown      | Tomoya Ochiai     | Keisei Tominaga   | Ryuto Yasuoka       | Torsten Loibl |
| Polonia      | Michael Hicks  | Paweł Pawłowski   | Szymon Rduch      | Przemysław Zamojski | Piotr Renkiel |
| Bélgica      | Raf Bogaerts   | Nick Celis        | Thierry Mariën    | Thibaut Vervoort    |               |

## Posiciones
| Pos. | Equipo       | PJ | G | P | GF  | GC  | DG  | Pts | Clasificación    |
| ---- | ------------ | -- | - | - | --- | --- | --- | --- | ---------------- |
| 1    | Serbia       | 7  | 7 | 0 | 138 | 91  | +47 | 14  | Semifinales      |
| 2    | Bélgica      | 7  | 4 | 3 | 126 | 127 | −1  | 11  | Semifinales      |
| 3    | Letonia      | 7  | 4 | 3 | 133 | 129 | +4  | 11  | Cuartos de Final |
| 4    | Países Bajos | 7  | 4 | 3 | 132 | 129 | +3  | 11  | Cuartos de Final |
| 5    | ROC          | 7  | 3 | 4 | 116 | 125 | −9  | 10  | Cuartos de Final |
| 6    | Japón (H)    | 7  | 2 | 5 | 123 | 134 | −11 | 9   | Cuartos de Final |
| 7    | Polonia      | 7  | 2 | 5 | 120 | 130 | −10 | 9   |                  |
| 8    | China        | 7  | 2 | 5 | 119 | 142 | −23 | 9   |                  |

 Fuente: FIBA
Criterios de clasificación: 1) Victorias; 2) Enfrentamientos cabeza a cabeza; 3) Puntos Convertidos.
Todos los horarios son locales (UTC+9).

### Resultados
| 24 de julio de 2021 | Polonia              | 14–21       | Letonia               |                                                                                |  |
| 11:35 v             |                      |             |                       |                                                                                |  |
|                     | Estadísticas Hicks 8 | Reporte Pts | Estadísticas 7 Miezis | Pabellón: Aomi Urban Sports Park, Tokio Árbitros: Markus Michaelides Edmond Ho |  |

| 24 de julio de 2021 | China             | 13–22       | Serbia                |                                                                                 |  |
| 12:00 v             |                   |             |                       |                                                                                 |  |
|                     | Estadísticas Hu 6 | Reporte Pts | Estadísticas 11 Bulut | Pabellón: Aomi Urban Sports Park, Tokyo Árbitros: Marek Maliszewski Glenn Tuitt |  |

| 24 de julio de 2021 | ROC | 21–13 | China |                                         |
| 15:00 v             |     |       |       |                                         |
|                     |     |       |       | Pabellón: Aomi Urban Sports Park, Tokyo |

| 24 de julio de 2021 | Serbia | 16–15 | Países Bajos |                                         |
| 15:25 v             |        |       |              |                                         |
|                     |        |       |              | Pabellón: Aomi Urban Sports Park, Tokyo |

| 24 de julio de 2021 | Letonia | 20–21 | Bélgica |                                         |
| 18:40 v             |         |       |         |                                         |
|                     |         |       |         | Pabellón: Aomi Urban Sports Park, Tokyo |

| 24 de julio de 2021 | Japón | 19–20 | Polonia |                                         |
| 19:05 v             |       |       |         |                                         |
|                     |       |       |         | Pabellón: Aomi Urban Sports Park, Tokyo |

| 24 de julio de 2021 | Países Bajos | 18–15 | ROC |                                         |
| 22:00 v             |              |       |     |                                         |
|                     |              |       |     | Pabellón: Aomi Urban Sports Park, Tokyo |

| 24 de julio de 2021 | Bélgica | 16–18 | Japón |                                         |
| 22:25 v             |         |       |       |                                         |
|                     |         |       |       | Pabellón: Aomi Urban Sports Park, Tokyo |

| 25 de julio de 2021 | ROC | 16–21 | Bélgica |                                         |
| 11:35 v             |     |       |         |                                         |
|                     |     |       |         | Pabellón: Aomi Urban Sports Park, Tokyo |

| 2021 de julio del 25 | Polonia | 12–15 | Serbia |                                         |
| 12:00 v              |         |       |        |                                         |
|                      |         |       |        | Pabellón: Aomi Urban Sports Park, Tokyo |

| 2021 de julio del 25 | China | 17–18 | Letonia |                                         |
| 15:00 v              |       |       |         |                                         |
|                      |       |       |         | Pabellón: Aomi Urban Sports Park, Tokyo |

| 2021 de julio del 25 | Serbia | 21–14 | Bélgica |                                         |
| 15:25 v              |        |       |         |                                         |
|                      |        |       |         | Pabellón: Aomi Urban Sports Park, Tokyo |

| 2021 de julio del 25 | ROC | 16–21 | Polonia |                                         |
| 18:40 v              |     |       |         |                                         |
|                      |     |       |         | Pabellón: Aomi Urban Sports Park, Tokyo |

| 2021 de julio del 25 | Japón | 20–21 | Países Bajos |                                         |
| 19:05 v              |       |       |              |                                         |
|                      |       |       |              | Pabellón: Aomi Urban Sports Park, Tokyo |

| 2021 de julio del 25 | Países Bajos | 21–18 | China |                                         |
| 22:00 v              |              |       |       |                                         |
|                      |              |       |       | Pabellón: Aomi Urban Sports Park, Tokyo |

| 2021 de julio del 25 | Letonia | 21–18 | Japón |                                         |
| 22:25 v              |         |       |       |                                         |
|                      |         |       |       | Pabellón: Aomi Urban Sports Park, Tokyo |

| 2021 de julio del 26 | Bélgica | 20–21 | China |                                         |
| 11:35 v              |         |       |       |                                         |
|                      |         |       |       | Pabellón: Aomi Urban Sports Park, Tokyo |

| 2021 de julio del 26 | Serbia | 21–11 | Japón |                                         |
| 12:00 v              |        |       |       |                                         |
|                      |        |       |       | Pabellón: Aomi Urban Sports Park, Tokyo |

| 2021 de julio del 26 | Japón | 16–19 | ROC |                                         |
| 15:00 v              |       |       |     |                                         |
|                      |       |       |     | Pabellón: Aomi Urban Sports Park, Tokyo |

| 2021 de julio del 26 | Letonia | 16–22 | Serbia |                                         |
| 15:25 v              |         |       |        |                                         |
|                      |         |       |        | Pabellón: Aomi Urban Sports Park, Tokyo |

| 2021 de julio del 26 | Países Bajos | 17–18 | Bélgica |                                         |
| 18:40 v              |              |       |         |                                         |
|                      |              |       |         | Pabellón: Aomi Urban Sports Park, Tokyo |

| 2021 de julio del 26 | Polonia | 19–21 | China |                                         |
| 19:05 v              |         |       |       |                                         |
|                      |         |       |       | Pabellón: Aomi Urban Sports Park, Tokyo |

| 2021 de julio del 26 | ROC | 19–15 | Letonia |                                         |
| 22:ß00ß v            |     |       |         |                                         |
|                      |     |       |         | Pabellón: Aomi Urban Sports Park, Tokyo |

| 2021 de julio del 26 | Países Bajos | 22–20 | Polonia |                                         |
| 22:25 v              |              |       |         |                                         |
|                      |              |       |         | Pabellón: Aomi Urban Sports Park, Tokyo |

| 2021 de julio del 27 | Bélgica | 16–14 | Polonia |                                         |
| 14:40 v              |         |       |         |                                         |
|                      |         |       |         | Pabellón: Aomi Urban Sports Park, Tokyo |

| 2021 de julio del 27 | China | 16–21 | Japón |                                         |
| 15:05 v              |       |       |       |                                         |
|                      |       |       |       | Pabellón: Aomi Urban Sports Park, Tokyo |

| 2021 de julio del 27 | Serbia | 21–10 | ROC |                                         |
| 18:00 v              |        |       |     |                                         |
|                      |        |       |     | Pabellón: Aomi Urban Sports Park, Tokyo |

| 2021 de julio del 27 | Letonia | 22–18 | Países Bajos |                                         |
| 18:25 v              |         |       |              |                                         |
|                      |         |       |              | Pabellón: Aomi Urban Sports Park, Tokyo |

## Etapa Final

### Cuadro
|  | Cuartos de Final | Cuartos de Final |          |    | Semifinales | Semifinales       |                   |  | Medalla de Oro | Medalla de Oro |
|  |                  |                  |          |    |             |                   |                   |  |                |                |
|  |                  |                  |          |    |             |                   |                   |  |                |                |
|  |                  |                  |          |    |             |                   |                   |  |                |                |
|  |                  |                  |          |    |             |                   |                   |  |                |                |
|  | 28 Julio         |                  |          |    |             |                   |                   |  |                |                |
|  |                  |                  |          |    |             |                   |                   |  |                |                |
|  | Serbia           | 10               |          |    |             |                   |                   |  |                |                |
|  | Serbia           | 10               | 27 Julio |    |             |                   |                   |  |                |                |
|  |                  |                  | ROC      | 21 |             |                   |                   |  |                |                |
|  | Países Bajos     | 19               | ROC      | 21 |             |                   |                   |  |                |                |
|  | Países Bajos     | 19               | 28 Julio |    |             |                   |                   |  |                |                |
|  | ROC              | 21               |          |    |             |                   |                   |  |                |                |
|  | ROC              | 21               | ROC      | 18 |             |                   |                   |  |                |                |
|  | 27 Julio         |                  | ROC      | 18 |             |                   |                   |  |                |                |
|  |                  | Letonia          | 21       |    |             |                   |                   |  |                |                |
|  | Letonia          | Letonia          | 21       | 21 |             |                   |                   |  |                |                |
|  | Letonia          | 28 Julio         |          | 21 |             |                   |                   |  |                |                |
|  | Japón            | 18               |          |    |             |                   |                   |  |                |                |
|  | Japón            | 18               | Bélgica  | 8  |             |                   |                   |  |                |                |
|  |                  |                  | Bélgica  | 8  |             |                   |                   |  |                |                |
|  |                  |                  | Letonia  | 21 |             | Medalla de Bronce | Medalla de Bronce |  |                |                |
|  |                  |                  | Letonia  | 21 |             | Medalla de Bronce | Medalla de Bronce |  |                |                |
|  |                  |                  | 28 Julio |    |             |                   |                   |  |                |                |
|  |                  |                  |          |    |             |                   |                   |  |                |                |
|  | Serbia           | 21               |          |    |             |                   |                   |  |                |                |
|  | Serbia           | 21               |          |    |             |                   |                   |  |                |                |
|  | Bélgica          | 10               |          |    |             |                   |                   |  |                |                |
|  | Bélgica          | 10               |          |    |             |                   |                   |  |                |                |

### Cuartos de final
| 2021 de julio del 27 | Países Bajos | 19–21 | ROC |                                         |
| 21:00 v              |              |       |     |                                         |
|                      |              |       |     | Pabellón: Aomi Urban Sports Park, Tokyo |

| 2021 de julio del 27 | Letonia | 21–18 | Japón |                                         |
| 22:20 v              |         |       |       |                                         |
|                      |         |       |       | Pabellón: Aomi Urban Sports Park, Tokyo |

### Semifinales
| 2021 de julio del 28 | Serbia | 10–21 | ROC |                                         |
| 17:30 v              |        |       |     |                                         |
|                      |        |       |     | Pabellón: Aomi Urban Sports Park, Tokyo |

| 2021 de julio del 28 | Bélgica | 8–21 | Letonia |                                         |
| 18:40 v              |         |      |         |                                         |
|                      |         |      |         | Pabellón: Aomi Urban Sports Park, Tokyo |

### Juego por el Bronce
| 2021 de julio del 28 | Serbia | 21–10 | Bélgica |                                         |
| 21:15 v              |        |       |         |                                         |
|                      |        |       |         | Pabellón: Aomi Urban Sports Park, Tokyo |

### Juego de Medalla del Oro
| 2021 de julio del 28 | ROC | 18–21 | Letonia |                                         |
| 22:25 v              |     |       |         |                                         |
|                      |     |       |         | Pabellón: Aomi Urban Sports Park, Tokyo |

## Clasificación final
| Posición | Equipo       |
| -------- | ------------ |
|          | Letonia      |
|          | ROC          |
|          | Serbia       |
| 4        | Bélgica      |
| 5        | Países Bajos |
| 6        | Japón        |
| 7        | Polonia      |
| 8        | China        |